# Roberto Bergersen
Roberto C. Bergersen (Washington, 6 gennaio 1976) è un ex cestista statunitense, professionista nella NBDL e in Europa.

## Carriera
È stato selezionato dagli Atlanta Hawks al secondo giro del Draft NBA 1999 (52ª scelta assoluta).

## Palmarès
- Campione NBDL (2008)